# Vincent Ozanon
Vincent Ozanon est un acteur, metteur en scène et guitariste français, né le 28 février 1970 à Ris-Orangis.

## Biographie
En 1989, Vincent Ozanon entre au conservatoire d'Avignon. En 1991, il intègre le théâtre national de Chaillot à Paris puis le conservatoire national supérieur d'art dramatique avec notamment comme professeurs Catherine Hiegel, Stuart Seide, Mario Gonzalez et Caroline Marcadé.
Vincent interprète les classiques de William Shakespeare, Alfred de Musset à  Bernard-Marie Koltès,.
En 1997, il rencontre Olivier Py avec qui il va collaborer plusieurs années.
Après de nombreuses participations à des courts-métrages, Vincent alterne dès les années 2000 les rôles au cinéma et à la télévision. Il tourne notamment avec Pascal Bonitzer, Marc Dugain, Denis Dercourt.
Également guitariste, il écrit en 2007 avec Jérôme Robart La corde sensible, un spectacle autour de la musique tsigane et fait partie du groupe de jazz manouche Quintette Swing.
Vincent Ozanon est enseignant au Cours Florent à Paris et à L’École des Teintureries de Lausanne.

## Filmographie

### Cinéma

#### Longs métrages
- 2000 : Malraux, tu m'étonnes ! de Michèle Rosier : Roger Stéphane
- 2001 : Bandits d'amour de Pierre Le Bret : Paul
- 2003 : Petites Coupures de Pascal Bonitzer : Emile
- 2007 :  Les Toits de Paris de Hiner Saleem
- 2008 : Demain dès l'aube... de Denis Dercourt
- 2009 : Une exécution ordinaire de Marc Dugain : Milicien
- 2010 : Le Jour de la grenouille de Béatrice Pollet : Tom
- 2011 : La Lisière de Géraldine Bajard : Le commissaire
- 2014 : Maintenant ou jamais de Serge Frydman : Le commissaire
- 2018 : La Douleur d'Emmanuel Finkiel
- 2022 :  Toi non plus t'as rien vu de Béatrice Pollet  : Damien Priest

#### Courts métrages
- 1994 : J'veux qu'on m'aime de Patrick Contré : Jeune marié
- 1996 : Qu'est-ce que tu vas faire ? de Pierre Linhart : Matthieu
- 1996 : Vagabonde de Violène Rozier : Jean
- 2001 : Larmes de sang d'Amanda Maruani
- 2002 : Fleurs d'artifices de Boris Spire : L'homme
- 2005 : Qui sommes-nous ? de Béatrice Pollet
- 2010 : La Passerelle de Juliette Soubrier : Inculpé
- 2012 : Avec amour de Christophe Régin
- 2014 : Bangkok United de Christophe Régin
- 2014 : Roxane de Alexandre Zeff
- 2016 : Realpolitik de Morad Saïl
- 2018 : Tarla! de Morad Saïl
- 2019 : Le Muet volontaire de Zmorda Chkimi et Euryale Collet-Barquero
- 2023 : A Wish unwished de Eddy Kis
- 2023 : Article 33 de Jean-Guillaume Sonnier

### Télévision
- 2000 : Les Yeux fermés d'Olivier Py : Le jeune auteur
- 2007 : Équipe médicale d'urgence, série télévisée
- 2008 : Guy Môquet, un amour fusillé de Philippe Bérenger : L'huissier de justice
- 2010 : Nicolas Le Floch : La Larme de Varsovie de Nicolas Picard-Dreyfuss : Le baron d'Hericourt
- 2011 : Flics : Levée d'écrou : Maître Grossman
- 2012 : Interpol : Les Larmes du Jaguar - Nicolas Herdt : Loïc Guerrec
- 2012 : Trafics : L'affaire Verdurin d'Olivier Barma : Max
- 2012 : Médecin-chef à la Santé d'Yves Rénier : Stéphane Alberti
- 2013 :Tango : La vengeance du corbeau : Virgile
- 2013 :Section de recherches : Belle à mourir d'Olivier Barma : Michel Dejean
- 2013 :Crime d'État de Pierre Aknine : Joseph Michaux
- 2014 : Paris de Gilles Bannier, série télévisée : Jean Marc Lefol
- 2015 : Sanctuaire d'Olivier Masset-Depasse : Gauthier
- 2015 : Candice Renoir, série télévisée
- 2018 : Munch, saison 2 épisode 7 : Paul Sauveur
- 2020 : Les Rivières Pourpres, saison 2 de Olivier Barma : Le légiste
- 2020 : Quartier des Banques, saison 2
- 2020 : Les Mystères de Paris, série d'animation de Véronique Puybaret et Matthieu Dubois

### Scénariste
- 2019 : Le Naufrage, court-métrage

## Théâtre

### Comédien
- 1991 : Ces empereurs aux ombrelles trouées de et mes Armand Gatti, Festival d'Avignon : Curé de la cour des papes
- 1992 : La Nuit des rois de William Shakespeare, mes Jérôme Savary, théâtre national de Chaillot : Sébastien
- 1994 : Macbeth de William Shakespeare, mes Véronique Vellard : Macduff
- 1995 : Les petites tragédies d'Alexandre Pouchkine, mes Anton Kouznetsov : Albert
- 1995 : Qu'une tranche de pain de Rainer Werner Fassbinder, mes Bruno Bayen, théâtre de la Bastille : Hans Friek
- 1995 : Dans la solitude des champs de coton de Bernard-Marie Koltès, mes Philip Boulay : Dealer
- 1996 : Titre provisoire de et mes Jean-Marie Patte - MC93 Bobigny : Richard
- 1996 : Brancusi contre États-Unis, un procès historique, 1928, adaptation et mes Eric Vigner, 50e Festival d'Avignon, Centre national d'art et de culture Georges-Pompidou, tournée[7]
- 1997 : Le Visage d'Orphée, de et mes Olivier Py, Centre dramatique national Orléans-Loiret-Centre, Festival d'Avignon Nanterre Amandiers :  Fils du professeur
- 1997 : Sauvés d'Edward Bond, mes Christian Benedetti : Fred
- 1998 : Armor d'Elsa Solal, mes Philip Boulay : Mordred
- 1998 : Réponse à la question précédente de et mes Jacques Rebotier
- 1998 : Mardi d'Edward Bond, mes Christian Benedetti, théâtre-studio d'Alfortville : Brian
- 1999 : L'Eau de la vie, d'après les Frères Grimm, mes Olivier Py, nouveau théâtre d'Angers, Centre dramatique national Orléans-Loiret-Centre, Festival d'Avignon, théâtre Nanterre-Amandiers : le Prince
- 2000 : La Jeune Fille, le Diable et le Moulin, d'après La Jeune Fille sans mains de Frères Grimm, mes Olivier Py : La mère/ Le Jardinier
- 2001 : L'Apocalypse joyeuse de et mes Olivier Py, théâtre Nanterre-Amandiers : Jason
- 2001 : Les Caprices de Marianne d'Alfred de Musset, mes Philip Boulay : Octave
- 2002 : Existence d'Edward Bond, mes Christian Benedetti, théâtre-studio d'Alfortville : x
- 2003 : Combats de possédés de Laurent Gaudé, mes Patrick Sueur : L'assassin
- 2003 : Eddy f. de pute de et mes Jérôme Robart : Eddy
- 2004 : Dans la solitude des champs de coton de Bernard-Marie Koltès, mes Philip Boulay : Dealer
- 2004 : Visage de feu de Marius von Mayenburg, mes Gianni Schneider, Lausanne : Kurt
- 2004 : Les Trois Sœurs de Tchekhov, m.e.s. Gianni Schneider, Lausanne : Touzenbach
- 20052006 : Je vais te manger le cœur avec mes petites dents de et mes Sandra Gaudin et Hélène Cattin, Lausanne
- 2005-2006 : Lulu de Frank Wedekind, mes Gianni Schneider, Lausanne
- 2006 : Existence d'Edward Bond, mes Christian Benedetti, théâtre-studio d'Alfortville
- 2006 : Kebab de Gianinna Carbonariu, mes Christian Benedetti
- 2010 : Périphérie humaine d'Euryale Collet-Barquero, mes Zmorda Chkimi
- 2012 : La Résistible Ascension d'Arturo Ui de Bertolt Brecht, mes Gianni Schneider, Lausanne
- 2013-2014 : La pierre de Marius Von Mayenburg mes Gianni Schneider, Lausanne
- 2015 : Dernières nouvelles de Juillet d'Yves Robert, mes Doris Naclério, Vevey
- 2016 : Coup de vent sur la jetée d'Eastbourne de Jacques Probst, mes Joseph E. Voeffray, Lausanne
- 2017 : Faust, mes Darius Peyamiras, Lausanne[8].
- 2017 : Greek de Steven Berkoff, mes Joseph E. Voeffray, Lausanne
- 2017-2019 : Ce que j'appelle oubli de Laurent Mauvignier, mes Philip Boulay, Beauvais, Le Local théâtre (Paris), tournée[9]
- 2018 : Ivanov de Tchekov, mes Christian Benedetti, tournée
- 2019 : Le Lait de Marie de et mes Jérôme Robart, Le P'tiot festival de Saint-Germain-de-Modéon
- 2019 : Le Corps infini de René Zahnd, mes Françoise Courvoisier, Théâtre de Carouge de Genève
- 2020 : Helvetius de et mes Dominique Ziegler, Théâtre Alichimic (Carouge)
- 2021 : La Cerisaie de Anton Tchekhov, mes Árpád Schilling, Festival La nuit la plus chaude (Yonne)
- 2021 : George Dandin de Molière, mes Jérôme Robart, Le P'tiot festival de Saint-Germain-de-Modéon
- 2022 : L’homme à l’ours de et mes Jérôme Robart, Saulieu : François Pompon
- 2022 : Maître Puntila et son valet Matti de Brecht mes Le groupe O, Festival La nuit la plus chaude
- 2023 : SorcyèreXs, Collectif À la source, Sion
- 2023 : Figaro divorce de Ödön von Horváth, mes Philippe Sireuil, Théâtre des Osses (Centre dramatique fribourgeois),  Théâtre des Martyrs, Bruxelles
- 2024 : Dialogue d'un chien avec son maître sur la nécessité de mordre ses amis de Jean-Marie Piemme, mise en scène Vincent Goethals, Théâtre des Martyrs (Bruxelles)

### Acteur et auteur
- 2007-2009 : La Corde sensible, coécrit avec Jérôme Robart, mes Jérôme Robart, théâtre-studio d'Alfortville, cirque Romanès

### Metteur en scène
- 2010 : La conférence fantastique d’après les nouvelles de Sigismund Dominikovitch Krzyzanowski, Le Mans[10]
- 2019 : J'aimerais te dire d'après des correspondances (élèves-auteur.e.s), Théâtre Le Reflet à Vevey (Suisse)
- 2021 : La mélancolie des départs, d’après trois pièces de Tchekhov, Ecole des Teintureries à Lausanne (Suisse)

## Doublage
- 2014 : Shia LaBeouf dans Nymphomaniac de Lars von Trier
- 2014 : Michael Raymond-James dans The Salvation de Kristian Levring

## Discographie
- 2021 : Mascarade, Quintette Swing de Paris